# اورباندال (آیووا)
اورباندال (به انگلیسی: Urbandale) شهری در ایالت آیووا کشور ایالات متحده آمریکا است که جمعیت آن در سرشماری سال ۲۰۱۰ میلادی، ۳۹٬۴۶۳ نفر بوده‌است.